# Дренжево
Дренжево (пол. Drężewo) — село в Польщі, у гміні Ольшево-Борки Остроленцького повіту Мазовецького воєводства.
Населення — 398 осіб (2011).
У 1975-1998 роках село належало до Остроленцького воєводства.

## Демографія
Демографічна структура станом на 31 березня 2011 року:
|          | Загалом | Допрацездатний вік | Працездатний вік | Постпрацездатний вік |
| -------- | ------- | ------------------ | ---------------- | -------------------- |
| Чоловіки | 194     | 47                 | 131              | 16                   |
| Жінки    | 204     | 48                 | 124              | 32                   |
| Разом    | 398     | 95                 | 255              | 48                   |